# هنري في. جونسون
هنري في. جونسون هو سياسي أمريكي، ولد في 6 أغسطس 1852 في مقاطعة سكوت في الولايات المتحدة، وتوفي في 29 يونيو 1931 في دنفر في الولايات المتحدة.